# Rachide Boubala
Rachide Boubala, né le 7 octobre 1976, est un détenu français. En 1996, il est condamné à trois ans de prison pour un braquage de station-service. Mais de par son comportement en détention, il cumule des peines le rendant libérable en 2039. Il a la réputation d'être « le détenu le plus ingérable de France ».

## Biographie
Rachide Boulada est né à Vitry-le-François le 7 octobre 1976. Fils de routier, amateur de handball et de hockey sur glace, Il suit une formation de couvreur-zingueur chez les compagnons du devoir. Rachide Boubala a 19 ans lorsqu'il est condamné le 6 septembre 1996 à trois ans de prison par le tribunal de Châlons-en-Champagne après un braquage raté de station-service. Rapidement, Rachide Boubala refuse l'arbitraire de la détention, et se trouve condamné à de multiples reprises, la première fois en 1997. Il cumule ainsi une trentaine de « peines intérieures », c'est-à-dire des condamnations des suites de faits intervenus pendant l'incarcération. Tout ceci ne le rend libérable qu'en 2039.
Après les premières condamnations, dont trois pour feu de cellule (il écope à chaque fois de cinq ans pour ces faits), il est transféré en maison centrale, d'abord à Ensisheim en 2000, puis Metz, Château-Thierry (où il devient aux yeux de l'administration pénitentiaire un « détenu particulièrement signalé (DPS) » puis à maison centrale de Poissy en 2002 où il prend en otage une conseillère d’insertion et de probation. Transféré au quartier maison centrale du centre pénitentiaire de Lannemezan, il y prend en otage un moniteur de sport en 2005. En 2013, il organise une nouvelle prise d'otage à Condé-sur-Sarthe au motif qu'il n'avait pas reçu son colis de Noël, ce qui lui vaut une nouvelle condamnation à huit ans de prison supplémentaires. Il est également passé par les établissements de Rennes-Vezin, Saint-Martin-de-Ré, Arles… Au total, plus de quarante établissements pour des séjours dépassant rarement quatre mois, au fil d'une centaine de transferts, dont le parcours a été documenté entre 1996 et 2015 par le journaliste de France Info Yann Thompson.
Il opère une forte résistance face au système pénitentiaire et à ses agents, se rendant insupportable à leurs yeux. En 1998, il enduit par exemple la porte de sa cellule d'un mélange d'urine et d'excréments, mélange dont il asperge les surveillants. Il dit s'inspirer d'une méthode employée par les détenus de l'IRA, dans une lettre au journal Libération. Ceci lui vaut le surnom de « pipi-caca » lors de son séjour à Clairvaux. Les personnels pénitentiaires sont obligés de revêtir des combinaisons de protection pour intervenir dans sa cellule, et ont été jusqu'à répandre de la litière pour chat au sol,.
Les experts appuient sur le fait que Rachide Boubala ne présente pas de trouble psychiatrique. Néanmoins, les psychiatres reconnaissent qu'en l'absence d'étayage familial — il ne reçoit pratiquement jamais de visite — celui-ci « s'est forgé une véritable identité dans le fait d’être une problématique pour l’administration pénitentiaire ». La seule exception notable est une bibliothécaire rencontrée lors d'un passage à Clairvaux. Ils échangent des courriers, et ont pu profiter de deux temps en UVF. Mais elle a depuis pris ses distances avec lui.
Pour certains journalistes et analystes, Rachide Boubala est le symbole de la casse humaine que peut provoquer le système carcéral. Et pour l'administration pénitentiaire, il demeure un cas à part, ingérable,.